# قوم له
قوم له (به لهستانی: Lechici) قومی از اسلاوهای غربی بودند که نیای مردم امروزی لهستان و اقوام تاریخی پومرانی و پولابی به‌شمار می‌آیند. تلفظ دیگری از نام این قوم «لِخ» است.
در افسانه‌های لهستانی هم‌چنین از لخ (له) به عنوان نام بنیادگذار افسانه‌ای لهستان یاد می‌شود. در این داستان‌ها از سه برادر به نام‌های لـِخ، چـِخ (چک) و روس به عنوان سه بنیان‌گذار ملت‌های لخنیا (لهستان امروزی)، جمهوری چک و روسنیا (بخش‌هایی از روسیه، اوکراین و بلاروس امروزی) یاد شده‌است.
نام کشور امروزی لهستان در شماری از زبان‌ها از نام همین قوم گرفته شده‌است ازجمله در فارسی، لَهـِستان، (و از طریق فارسی در ترکی عثمانی، لهستان و در ارمنی لِهـَستان)، در مجاری Lengyelország، در لیتوانیایی Lenkija و در رومانیایی Lehia.
نام لهستان در فارسی افغانستان پولند است که از نام آن کشور در زبان‌های اروپایی گرفته شده و به معنی سرزمین قوم پولانی است. پولانی‌ها طایفه‌ای از قوم له بودند که در سده هشتم میلادی در حوزه رودخانه وارتا زندگی می‌کردند.